# 吉原

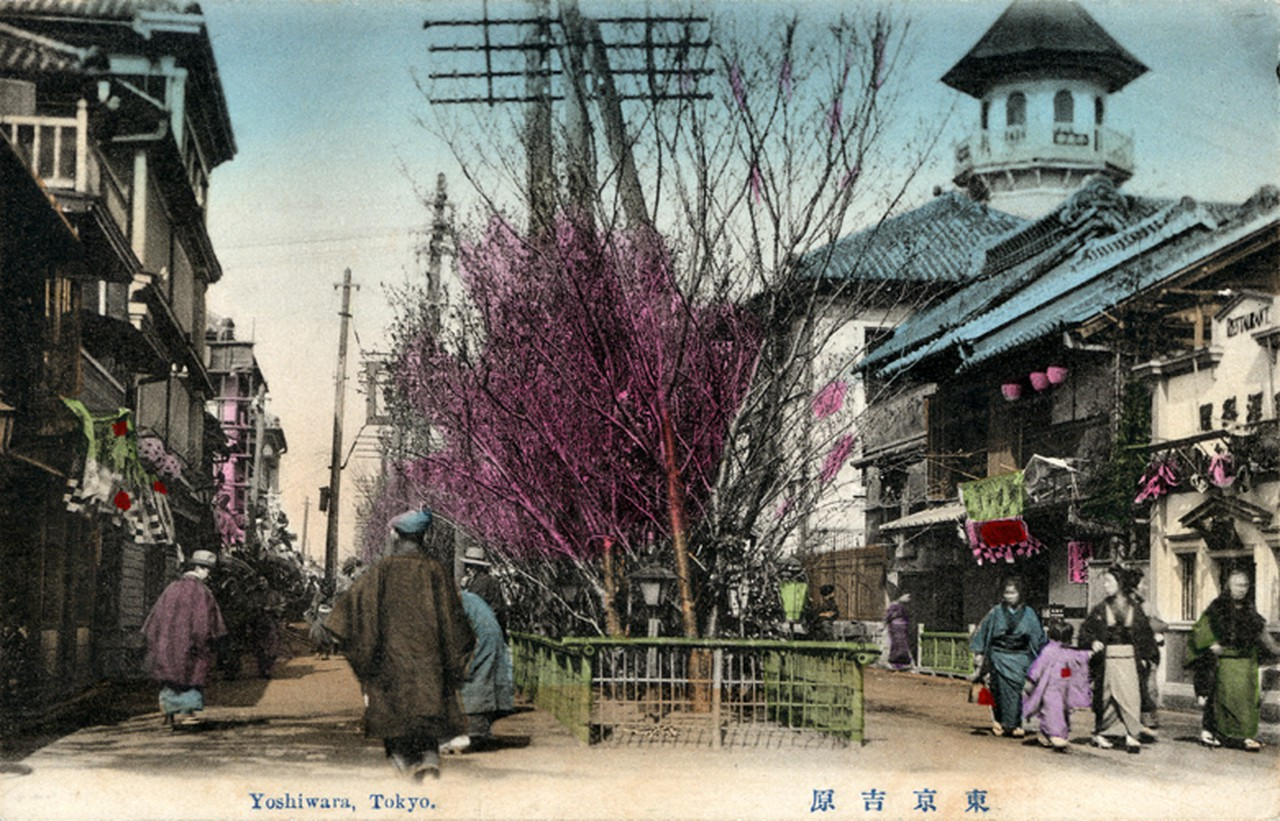
手彩色繪葉書東京吉原（明治大正時代）

吉原（日语：／ Yoshiwara）是日本江户时代建於江戶近郊公开允许的妓院集中地，位于現今东京都台东区，这个地名到1966年为止一直存在。那时候有台东区新吉原江戶町一丁目、新吉原京町一丁目等地名。《住居表示法》实施以后，改为台东区千束三丁目、四丁目。是日本第一的花柳街。

## 吉原的起源
1617年江户幕府开设不久，就允许在日本桥葺屋町（现在日本桥人形町）设置妓院，幕府公认的吉原妓院由此诞生。「吉原」的来源据说是「吉原」的发起人庄司甚内的老家在东海道的宿场之一吉原宿，另一個說法是吉原是在靠海芦苇茂盛的低洼地兴建，而日语中「苇」的发音（日语：／ yoshi）和「吉」一样。徳川家康的隐居地骏府城本来有7丁（四周被道路围起的住宅区）大小的公娼区，其中5丁被移建到江戶。
1657年明历大火之后日本桥的吉原被烧毁。和幕府创建初期相比周围已经逐渐城市化、于是幕府命令吉原搬到当时还是农田的浅草附近。之前的日本桥吉原称为元吉原，浅草的吉原則称为新吉原，现在所说的吉原一般指后者。因为吉原地处江戶城北面所以也有「北国」的异名。

## 江户时期的吉原
吉原周围有2间（3.6米）宽的壕沟，只有沿着山谷堀日本堤方向的一个出口。妓女有花魁、新造、秃等身份，建筑物的格局一般前面是茶屋，大道两边是大店，巷子里是小店。大店还起社交的作用，大名和文化人也常常在这里交际。一流妓女要先教习歌舞和茶道，不会和初次见面的客人过夜，第二次见过之后，第三次熟悉之后才能留宿。嫖客里的武士和平民不分贵贱，有武士露宿街头被取笑的事发生，也有武士怕被熟人认出用斗笠遮住自己颜面。有川柳句「就算身为武士，为什么也被名妓讨厌」。时代变迁，武士阶层在经济上逐渐变得拮据，嫖客中平民阶层成为主力。木材商纪伊国屋文左卫门和放高利贷的札差们成为经常在这里一掷千金的代表。吉原还是江户时期文化和时尚的发源地之一。
1765年，品川、板桥和千住这些宿场町禁止饭盛女，宿場逐漸衰退，同时允许吉原增加妓女人数。1842年，吉原以外的地區禁止卖淫。

## 从明治到昭和・直至卖淫防止法执行

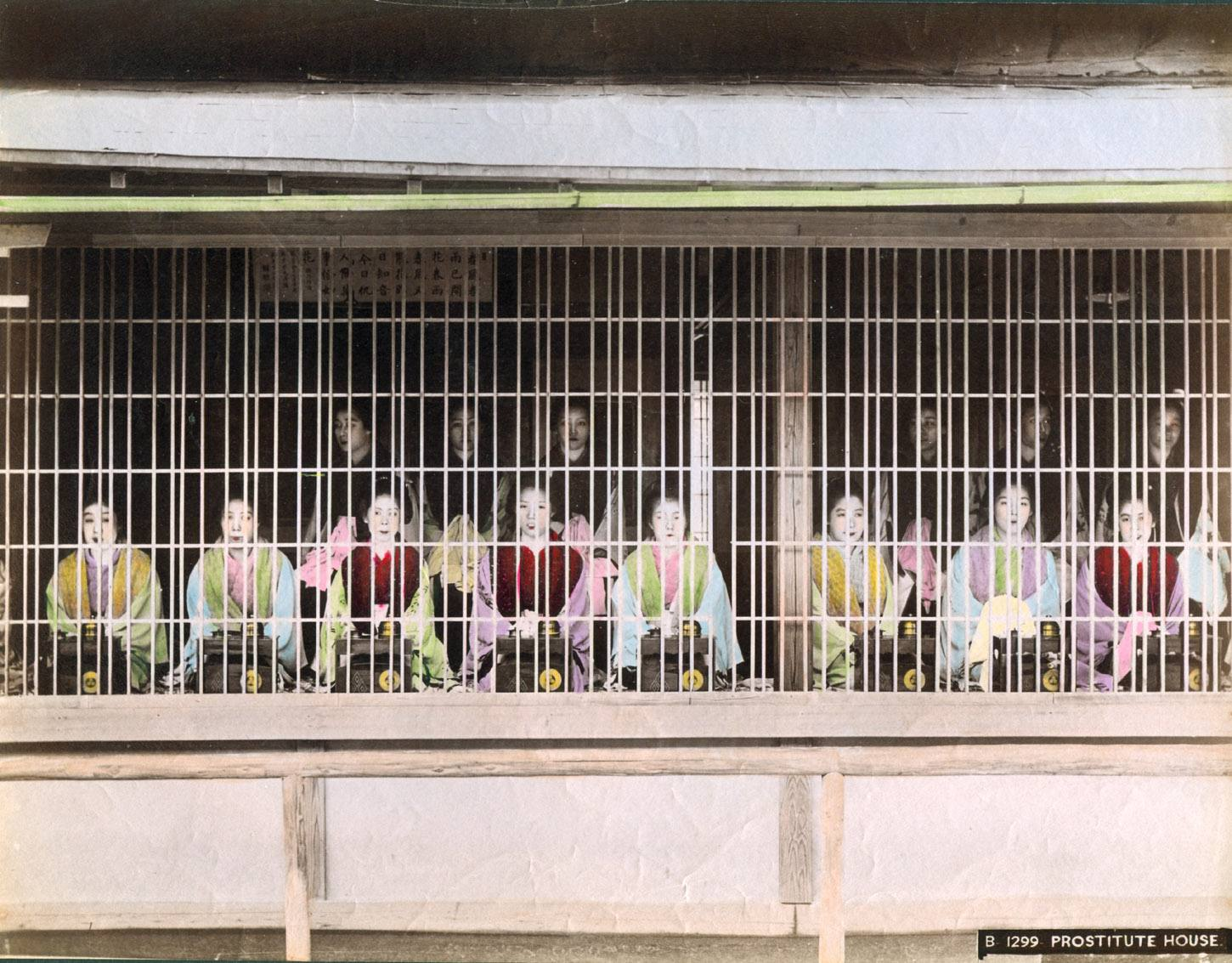
吉原的妓女（明治时代）

明治時期，艺娼妓解放令頒布，1875年游女屋改称「贷座敷」，但妓女们还是逃脱不了「笼中鸟」的命运，不能自由外出，情况和江户时期對比依然沒有改善。明治时代吉原的风俗业状况可以通过森鸥外的《ヰタ・セクスアリス》和樋口一叶的《たけくらべ》等作品窥见一斑。尤其樋口一叶为了写书还在吉原附近的龍泉住了一段时间。妓女是坐在朝向大街有木格子的房间里等候嫖客指名过夜，这种方式日语称为「张见」，这样的妓院称为「张店」；1903年，通过照片指名妓女的「写真见世」出现；1916年，张店方式被禁止。
江户时代的吉原自1768年起，1787年、1816年、1835年、1845年、1862年、1864年和1866年多次发生火灾。近代1911年（明治44年）4月9日亦发生过有名的「吉原大火」。在关东大地震、东京大空袭中吉原更是完全烧毁，死傷慘重，但是每次都在極短的時間內恢復。
第二次世界大战后，盟軍最高司令部废止了公娼制度，使得妓女轉向民間化、地下化，变成了特殊饮食店街也就是「赤线」。赤线最终在1958年消失。

## 从卖淫防止法执行到现在
1958年（昭和33年）执行《賣春防止法》，赤线被废止，吉原从此成为历史名词。妓院被旅馆和下宿屋等取代。1951年出现了泡泡浴，1983年开始转业为「肥皂乐园」，其后迎来了泡泡浴的全盛期。1966年《风俗营业法》修正之后，成为有隔成单独房间的特殊浴室。

### 风俗适用法的执行
1948年执行的《风俗营业取缔法》，在1984年公布的改正案里内容大幅修正，成为《风俗营业等规制和业务准则化的法律》（1985年2月13日执行），性风俗营业的活动范围被大大限制。特别是有隔间的浴室、按摩院、泡泡浴、肥皂乐园等实际上大规模聚集的区域已经不可能。根据这个法律，东京都政府颁布《有关风俗营业等规制和业务适正化等法律的执行条例》，基于吉原的现状，归为「特殊区域」，在不扩大现有场地的原则上予以保留。
歌舞伎町和池袋也有一部分适用于这个「特殊区域」，现在改正后的条例范围限于台东区千束四丁目的16番到32番、41番到48番。
1984年起根据《风俗营业法》，营业时间到晚上12点。2006年，同法修正，明令禁止在街头拉客。

## 吉原及其周边景点
吉原土手（土堤）山谷堀和现在的土手通（土手路）平行、通过山谷堀乘船来的客人很多。堀和土手通之间就是土堤，山谷堀现在已经被填掉。只有「土手通」还存在。日本堤就是原来土堤的位置。
衣纹坂（えもんざか）从土手通到吉原入口之间的小山坡。名稱是指客人进吉原之前要整整衣服的行為。据说为了将军去日光朝拜先祖的途中看不到吉原里面的样子、存心设计成S状的道路，现在仍然是这个样子。
见返柳衣纹坂入口左侧的柳树。尽兴后的客人归途时被青丝缠绕意犹未尽的感觉。现在建有石碑，后面的柳树是昭和时代栽种的。
大门（おおもん）吉原正面的门。吉原正门是对東北开的，不光为了治安、还为了防止妓女逃跑、大门只有一个。江户时代是黑漆木造的圆拱形门楼、明治时期换成了铁门、明治44年（1911年）大火中被烧毁。关东大地震的时候被撤除。现在只剩下「吉原大门」十字路口的名字和汽车站名。
大门通り江东区洲崎的「洲崎妓院街」的洲崎大门和吉原大门连接的道路是「大门通り」。妓院和妓院连接的路上走的多数是嫖客、世人为了讽刺嫖客也把大门通り称为「亲不孝通り（不孝之路）」。
淨閑寺（じょうかんじ）吉原北面、三轮附近紧靠常磐线的小庙。安政2年（1855年）大地震的时候、死去的吉原妓女被草草收埋在这里，被称为「投入寺」。此后、无依无靠的妓女死去后被葬在这里、川柳句有「生于苦界，死在淨閑」。为了慰藉死者建造了新吉原总灵塔、有经常来寺里的永井荷风的诗碑。毎年、荷风的忌辰4月30日、寺里还举行「荷风忌」。
真源寺（しんげんじ）7月七夕前后有名的牵牛花市场。

## 交通
下列車站鄰近吉原：
- JR東日本山手線、京濱東北線：鶯谷車站
- 東京地下鐵日比谷線：入谷車站、三之輪車站
- 都電荒川線：三之輪橋車站

## 以吉原为主题的作品
- 吉原炎上（日语：吉原炎上）：1987年的日本電影，於1988年改編成舞台劇。敘述明治時期遊女生涯的故事。該片於2007年由豬原達三執導，觀月亞理沙主演。
- 银魂
- 吉原哀歌：2012年的日本Vocaloid歌由，訴說著遊女的憂傷。創作者亞沙後來加入的和樂器樂團演奏此歌曲，並收錄在「ボカロ三昧」專輯內。
- 青樓綺談：2015年開始連載的日本少女漫畫，由櫻小路鹿乃子創作。
- 戀一夜（日语：恋一夜）：由日本少女漫畫家響涉所創作的多篇短篇作品。
- 吉原彼岸花 （页面存档备份，存于）：日本遊戲公司MariaCrown發行的女性向遊戲，敘述江戶時代原本經營織布行的老家發生變故後，被賣至吉原成為花魁的千早（凜）的愛情故事。
- 鬼滅之刃 遊郭篇

## 關連項目
- 日本性服务业
- 吉原细见
- 風月區
- 赤线
- 花街
- 洲崎（日语：洲崎 (東京都)）
- 吉原七大不可思议
- 江戶四宿
- 辯天池
- 吉原神社
- 花魁
- 泡泡浴 (性服務)